# Pik reist nach Amerika
Pik reist nach Amerika ist „Eine ganz unglaubliche Geschichte um ein Eichhörnchen“ von Franz Werner Schmidt (1888–1930), ein Jugendroman, der 1927 seine Erstauflage bei Franz Schneider erfuhr.
Illustriert ist der in späteren Auflagen oft auch nur als „Eine lustige Schiffgeschichte“ untertitelte Roman in den meisten Ausgaben von Hans G. Meile.

## Inhalt
In Pik reist nach Amerika geht es um ein Eichhörnchen namens Pik und seinen Besitzer, den bei seiner nicht gut betuchten Tante lebenden Jungen Ben.  Als Pik von Bens Freund Terry, einem Kind aus wohlhabender Familie, gestohlen und auf eine Kreuzfahrt nach Amerika mitgenommen wird, reist Ben ihm als blinder Passagier auf dem Ozeanriesen hinterher, wird jedoch entdeckt und zur Küchenarbeit auf dem Kreuzer gezwungen. Ben erfährt noch weitergehende Erniedrigungen. Zum Superkargo Wöhler entwickelt sich aber schließlich ein freundschaftliches Verhältnis und Bens Ziel, Pik zurückzuerhalten, rückt in greifbare Nähe.

## Wirkung
Pik reist nach Amerika gehörte zu den Büchern, die Wolfgang Herrndorf um das Jahr 2004 herum zu seinem Romanbestseller Tschick inspiriert haben. Erwähnung findet das Buch bereits in Herrndorfs Debütroman In Plüschgewittern als absolutes Lieblingsbuch des Protagonisten, welches dessen Lebensgefühl als Kind perfekt widerspiegle.
Nachdem es seit 1959 nicht wieder neu aufgelegt worden war, erlebte es 2022 beim Anaconda Verlag mit dem Vermerk „Das Buch, das Wolfgang Herrndorf zu »Tschick« inspirierte“ eine Neuauflage.